# Lista över countyn i Kentucky

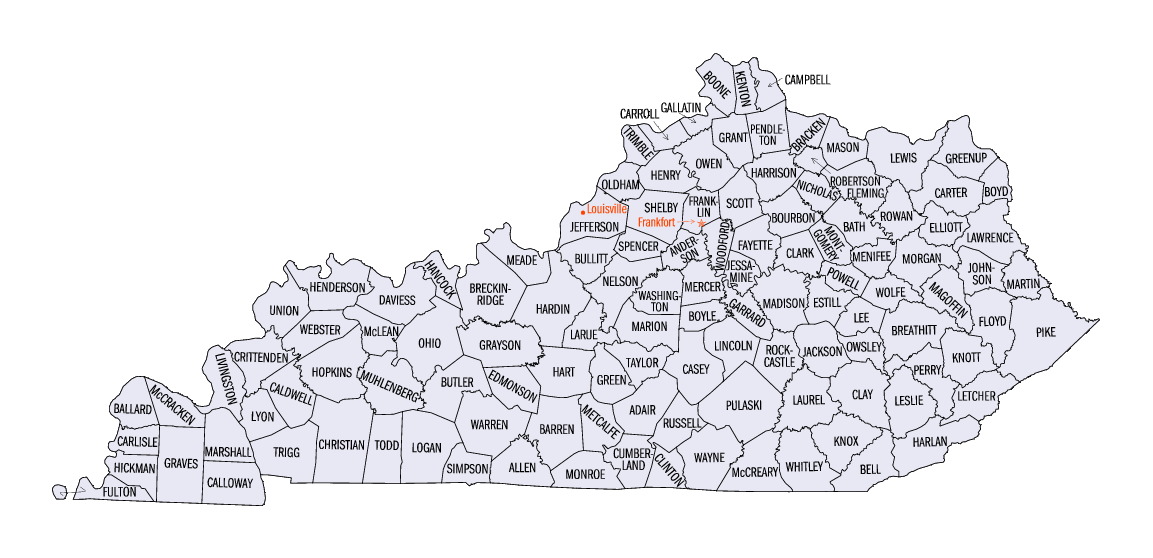
Kentuckys countyn.

Detta är en lista över de 120 countyn som finns i delstaten Kentucky i USA.
| County              | Centralort (County Seat) |
| ------------------- | ------------------------ |
| Adair County        | Columbia                 |
| Allen County        | Scottsville              |
| Anderson County     | Lawrenceburg             |
| Ballard County      | Wickliffe                |
| Barren County       | Glasgow                  |
| Bath County         | Owingsville              |
| Bell County         | Pineville                |
| Boone County        | Burlington               |
| Bourbon County      | Paris                    |
| Boyd County         | Catlettsburg             |
| Boyle County        | Danville                 |
| Bracken County      | Brooksville              |
| Breathitt County    | Jackson                  |
| Breckinridge County | Hardinsburg              |
| Bullitt County      | Shepherdsville           |
| Butler County       | Morgantown               |
| Caldwell County     | Princeton                |
| Calloway County     | Murray                   |
| Campbell County     | Alexandria Newport       |
| Carlisle County     | Bardwell                 |
| Carroll County      | Carrollton               |
| Carter County       | Grayson                  |
| Casey County        | Liberty                  |
| Christian County    | Hopkinsville             |
| Clark County        | Winchester               |
| Clay County         | Manchester               |
| Clinton County      | Albany                   |
| Crittenden County   | Marion                   |
| Cumberland County   | Burkesville              |
| Daviess County      | Owensboro                |
| Edmonson County     | Brownsville              |
| Elliott County      | Sandy Hook               |
| Estill County       | Irvine                   |
| Fayette County      | Lexington                |
| Fleming County      | Flemingsburg             |
| Floyd County        | Prestonsburg             |
| Franklin County     | Frankfort                |
| Fulton County       | Hickman                  |
| Gallatin County     | Warsaw                   |
| Garrard County      | Lancaster                |
| Grant County        | Williamstown             |
| Graves County       | Mayfield                 |
| Grayson County      | Leitchfield              |
| Green County        | Greensburg               |
| Greenup County      | Greenup                  |
| Hancock County      | Hawesville               |
| Hardin County       | Elizabethtown            |
| Harlan County       | Harlan                   |
| Harrison County     | Cynthiana                |
| Hart County         | Munfordville             |
| Henderson County    | Henderson                |
| Henry County        | New Castle               |
| Hickman County      | Clinton                  |
| Hopkins County      | Madisonville             |
| Jackson County      | McKee                    |
| Jefferson County    | Louisville               |
| Jessamine County    | Nicholasville            |
| Johnson County      | Paintsville              |
| Kenton County       | Covington Independence   |
| Knott County        | Hindman                  |
| Knox County         | Barbourville             |
| LaRue County        | Hodgenville              |
| Laurel County       | London                   |
| Lawrence County     | Louisa                   |
| Lee County          | Beattyville              |
| Leslie County       | Hyden                    |
| Letcher County      | Whitesburg               |
| Lewis County        | Vanceburg                |
| Lincoln County      | Stanford                 |
| Livingston County   | Smithland                |
| Logan County        | Russellville             |
| Lyon County         | Eddyville                |
| Madison County      | Richmond                 |
| Magoffin County     | Salyersville             |
| Marion County       | Lebanon                  |
| Marshall County     | Benton                   |
| Martin County       | Inez                     |
| Mason County        | Maysville                |
| McCracken County    | Paducah                  |
| McCreary County     | Whitley City             |
| McLean County       | Calhoun                  |
| Meade County        | Brandenburg              |
| Menifee County      | Frenchburg               |
| Mercer County       | Harrodsburg              |
| Metcalfe County     | Edmonton                 |
| Monroe County       | Tompkinsville            |
| Montgomery County   | Mount Sterling           |
| Morgan County       | West Liberty             |
| Muhlenberg County   | Greenville               |
| Nelson County       | Bardstown                |
| Nicholas County     | Carlisle                 |
| Ohio County         | Hartford                 |
| Oldham County       | La Grange                |
| Owen County         | Owenton                  |
| Owsley County       | Booneville               |
| Pendleton County    | Falmouth                 |
| Perry County        | Hazard                   |
| Pike County         | Pikeville                |
| Powell County       | Stanton                  |
| Pulaski County      | Somerset                 |
| Robertson County    | Mount Olivet             |
| Rockcastle County   | Mount Vernon             |
| Rowan County        | Morehead                 |
| Russell County      | Jamestown                |
| Scott County        | Georgetown               |
| Shelby County       | Shelbyville              |
| Simpson County      | Franklin                 |
| Spencer County      | Taylorsville             |
| Taylor County       | Campbellsville           |
| Todd County         | Elkton                   |
| Trigg County        | Cadiz                    |
| Trimble County      | Bedford                  |
| Union County        | Morganfield              |
| Warren County       | Bowling Green            |
| Washington County   | Springfield              |
| Wayne County        | Monticello               |
| Webster County      | Dixon                    |
| Whitley County      | Williamsburg             |
| Wolfe County        | Campton                  |
| Woodford County     | Versailles               |